# Christine J. Schiff
Christine J. Schiff (...) è un'astronoma amatoriale neozelandese.
Il Minor Planet Center le accredita la scoperta dell'asteroide 12926 Brianmason effettuata il 27 settembre 1999 in collaborazione con il marito Joel L. Schiff.